# Monomorium bevisi
Monomorium bevisi är en myrart som beskrevs av Arnold 1944. Monomorium bevisi ingår i släktet Monomorium och familjen myror. Inga underarter finns listade i Catalogue of Life.